# Doluchioi, Ismail
Doluchioi (în bulgară Долукиой, în rusă Богатое, în ucraineană Багате, transliterat Bahate) este un sat în comuna Sofian-Trubaiovca din raionul Ismail, regiunea Odesa, Ucraina. Are 3,977 locuitori, preponderent bulgari.
Satul este situat la o altitudine de 14 metri, în partea central-sudică a raionului Ismail, pe malul sud-estic al lacului Catalpug. El se află la o distanță de 16 km est de centrul raional Ismail.
Până în anul 1947 satul a purtat denumirea oficială de Doluchioi (în ucraineană Долукиой), în acel an el fiind redenumit Bahate.

## Istoric
Localitatea Doluchioi se află pe teritoriul regiunii istorice Bugeac (Basarabia de sud) a Principatului Moldovei. Satul este atestat pentru prima dată la sfârșitul secolului al XVIII-lea, fiind locuit de moldoveni și ucraineni .
Prin Tratatul de pace de la București, semnat pe 16/28 mai 1812, între Imperiul Rus și Imperiul Otoman, la încheierea războiului ruso-turc din 1806 – 1812, Rusia a ocupat teritoriul de est al Moldovei dintre Prut și Nistru, pe care l-a alăturat Ținutului Hotin și Basarabiei/Bugeacului luate de la turci, denumind ansamblul Basarabia (în 1813) și transformându-l într-o gubernie împărțită în zece ținuturi (Hotin, Soroca, Bălți, Orhei, Lăpușna, Tighina, Cahul, Bolgrad, Chilia și Cetatea Albă, capitala guberniei fiind stabilită la Chișinău).
La începutul secolului al XIX-lea, conform recensământului efectuat de către autoritățile țariste în anul 1817, satul Doluchioi făcea parte din Ocolul Izmailului a Ținutului Ismail .
Pentru a-și consolida stăpânirea asupra Basarabiei, autoritățile țariste au sprijinit începând de la începutul războiului stabilirea în sudul Basarabiei a familiilor de imigranți bulgari și găgăuzi din sudul Dunării, aceștia primind terenuri de la ocupanții ruși ai Basarabiei. Satul Doluchioi a fost fondat în anul 1806 de către coloniști bulgari proveniți din satul Kaolinovo (regiunea Varna). În 1834 s-a început construirea bisericii "Sf. Mihail" din banii proprii ai coloniștilor.
În urma Tratatului de la Paris din 1856, care încheia Războiul Crimeii (1853-1856), Rusia a retrocedat Moldovei o fâșie de pământ din sud-vestul Basarabiei (cunoscută sub denumirea de Cahul, Bolgrad și Ismail). În urma acestei pierderi teritoriale, Rusia nu a mai avut acces la gurile Dunării. În urma Unirii Moldovei cu Țara Românească din 1859, acest teritoriu a intrat în componența noului stat România (numit până în 1866 "Principatele Unite ale Valahiei și Moldovei").
În urma Tratatului de pace de la Berlin din 1878, România a fost constrânsă să cedeze Rusiei sudul Basarabiei. În perioada de până la primul război mondial, s-au intensificat nemulțumirile țăranilor săraci cauzate de lipsa pământului. În 1897 s-au deschis primele biblioteci publice din satele Doluchioi și Șichirlichitai. În ianuarie 1913 a avut loc o răscoală țărănească care a fost înăbușită de jandarmii ruși. Cu această ocazie au fost arestați trei țărani. În decembrie 1917, activiștii bolșevici au preluat conducerea în sat. Intervenția armatei române a dus la înăbușirea rebeliunii bolșevice și la pacificarea localității.
După Unirea Basarabiei cu România la 27 martie 1918, satul Doluchioi a făcut parte din componența României, în Plasa Fântâna Zânelor a județului Ismail. Pe atunci, majoritatea populației era formată din bulgari, existând și o comunitate de români. La recensământul din 1930, s-a constatat că din cei 3.554 locuitori din sat, 2.821 erau bulgari (79.38%), 712 români (20.03%), 18 ruși și 3 țigani. La 1 ianuarie 1940, din cei 4.100 locuitori ai satului, 2.803 erau bulgari (68.37%) și 1.297 români (31.63%).
În perioada interbelică, satul s-a aflat în aria de interes a activiștilor bolșevici din URSS, aici existând un comitet revoluționar clandestin. Mai mulți săteni au participat la Răscoala de la Tatarbunar din 1924, organizată de bolșevicii din URSS. După înăbușirea revoltei, au fost arestați 25 săteni, 9 dintre ei fiind trimiși în judecată. În 1925, poliția a descoperit organizația comunistă clandestină, iar membrii săi, precum și participanții la răscoală, au fost arestați.
Ca urmare a Pactului Ribbentrop-Molotov (1939), Basarabia, Bucovina de Nord și Ținutul Herța au fost anexate de către URSS la 28 iunie 1940. După ce Basarabia a fost ocupată de sovietici, Stalin a dezmembrat-o în trei părți. Astfel, la 2 august 1940, a fost înființată RSS Moldovenească, iar părțile de sud (județele românești Cetatea Albă și Ismail) și de nord (județul Hotin) ale Basarabiei, precum și nordul Bucovinei și Ținutul Herța au fost alipite RSS Ucrainene. La 7 august 1940, a fost creată regiunea Ismail, formată din teritoriile aflate în sudul Basarabiei și care au fost alipite RSS Ucrainene . Imediat după ocuparea Basarabiei, autoritățile sovietice au deportat mai multe familii de țărani chiaburi în Siberia.
În perioada 1941-1944, toate teritoriile anexate anterior de URSS au reintrat în componența României. Apoi, cele trei teritorii au fost reocupate de către URSS în anul 1944 și integrate în componența RSS Ucrainene, conform organizării teritoriale făcute de Stalin după anexarea din 1940, când Basarabia a fost ruptă în trei părți. Un număr de 87 localnici au luptat în cel de-al doilea război mondial, 38 dintre ei murind pe front.
În anul 1947, autoritățile sovietice au schimbat denumirea oficială a satului din cea de Doluchioi în cea de Bahate. În anul 1954, Regiunea Ismail a fost desființată, iar localitățile componente au fost incluse în Regiunea Odesa. În 1964 a fost construit căminul cultural cu 640 de locuri. În 1967, s-a construit clădirea nouă a școlii, în 1975 o grădiniță și apoi un dispensar, magazine și baruri. În anii '80 ai secolului al XX-lea s-a realizat un baraj care să protejeze satul de inundații.
Începând din anul 1991, satul Doluchioi face parte din raionul Ismail al regiunii Odesa din cadrul Ucrainei independente. În prezent, satul are 3.977 locuitori, preponderent bulgari. Moldovenii constituie aproximativ o treime din populație, dar vorbesc limba bulgară . Deși o treime din sat este format din români (moldoveni), la Școala medie de cultură generală din satul Doluchioi nu sunt decât clase în limba ucraineană .

## Economie
Locuitorii satului Doluchioi se ocupă în principal cu agricultura și cu creșterea vitelor. Se cultivă cereale (porumb) și viță de vie. Ferma din sat se ocupă cu producția de legume și cartofi. De asemenea, funcționează și o fermă de lapte.

## Demografie
Componența lingvistică a comunei Bahate
     Bulgară (74,93%)
     Română (11,07%)
     Rusă (8,32%)
     Ucraineană (5,03%)
     Alte limbi (0,03%)
Conform recensământului din 2001, majoritatea populației comunei Bahate era vorbitoare de bulgară (74,93%), existând în minoritate și vorbitori de română (11,07%), rusă (8,32%) și ucraineană (5,03%).
1930: 3.554 (recensământ) 
1940: 4.100 (estimare)
2001: 3.977 (recensământ)

## Obiective turistice
- Monumentul lui V.I. Lenin
- Monumentul eroilor sovietici din Marele Război pentru Apărarea Patriei